# Chelsea Grin
Chelsea Grin is een Amerikaanse deathcoreband afkomstig uit Salt Lake City, Utah.

## Personele bezetting
huidige leden
- David Flinn – bas (2009–heden)
- Pablo Viveros – drums, zang (2012–heden)
- Stephen Rutishauser – gitaar (2015–heden)
- Tom Barber – leidende zang (2018–heden)

Voormalige leden
- Austin Marticorena – bas (2007–2008)
- Chris Kilbourn – slaggitaar (2007–2009)
- Davis Pugh – bas (2008–2009), slaggitaar (2009)
- Kory Shilling – drums (2009)
- Michael Stafford – leidende gitaar, achtergrondvocals (2007–2011)
- Andrew Carlston – drums (2007–2009, 2009–2012)
- Jason Richardson – gitaar, keyboards (2011–2015)
- Dan Jones – leidende gitaar, slaggitaar (2009–2017)
- Jake Harmond – slaggitaar (2009–2017), bas (2008)
- Alex Koehler – leidende vocalen (2007–2018)

Tijdlijn

## Discografie
Studioalbums
| Desolation of Eden                                      | - Uitgebracht: 16 februari 2010 - Label: Artery - Formats: CD, digitale download           | —   | 21 | — | —  | —  |
| My Damnation                                            | - Uitgebracht: 19 juli 2011 - Label: Artery - Formats: CD, digitale download, vinyl        | 64  | —  | 9 | 16 | 6  |
| Ashes to Ashes                                          | - Uitgebracht: 8 juli 2014 - Label: Artery - Formats: CD, digitale download, 2x LP (vinyl) | 27  | —  | 3 | 8  | 4  |
| Self Inflicted                                          | - Uitgebracht: 1 juli 2016 - Label: Rise - Formats: CD, digitale download, vinyl           | 105 | —  | 6 | 11 | 2  |
| Eternal Nightmare                                       | - Uitgebracht: 13 juli 2018 - Label: Rise - Formats: CD, digitale download, vinyl          | 171 | —  | 6 | 39 | 13 |
| "—" geeft aan dat een album geen notering behaald heeft |                                                                                            |     |    |   |    |    |